# Dionísio Fernandes Mendes
Dionísio Fernandes Mendes, meglio noto come Niche (Bissau, 12 dicembre 1992), è un ex calciatore guineense, di ruolo attaccante.